# Salvatore Cuomo

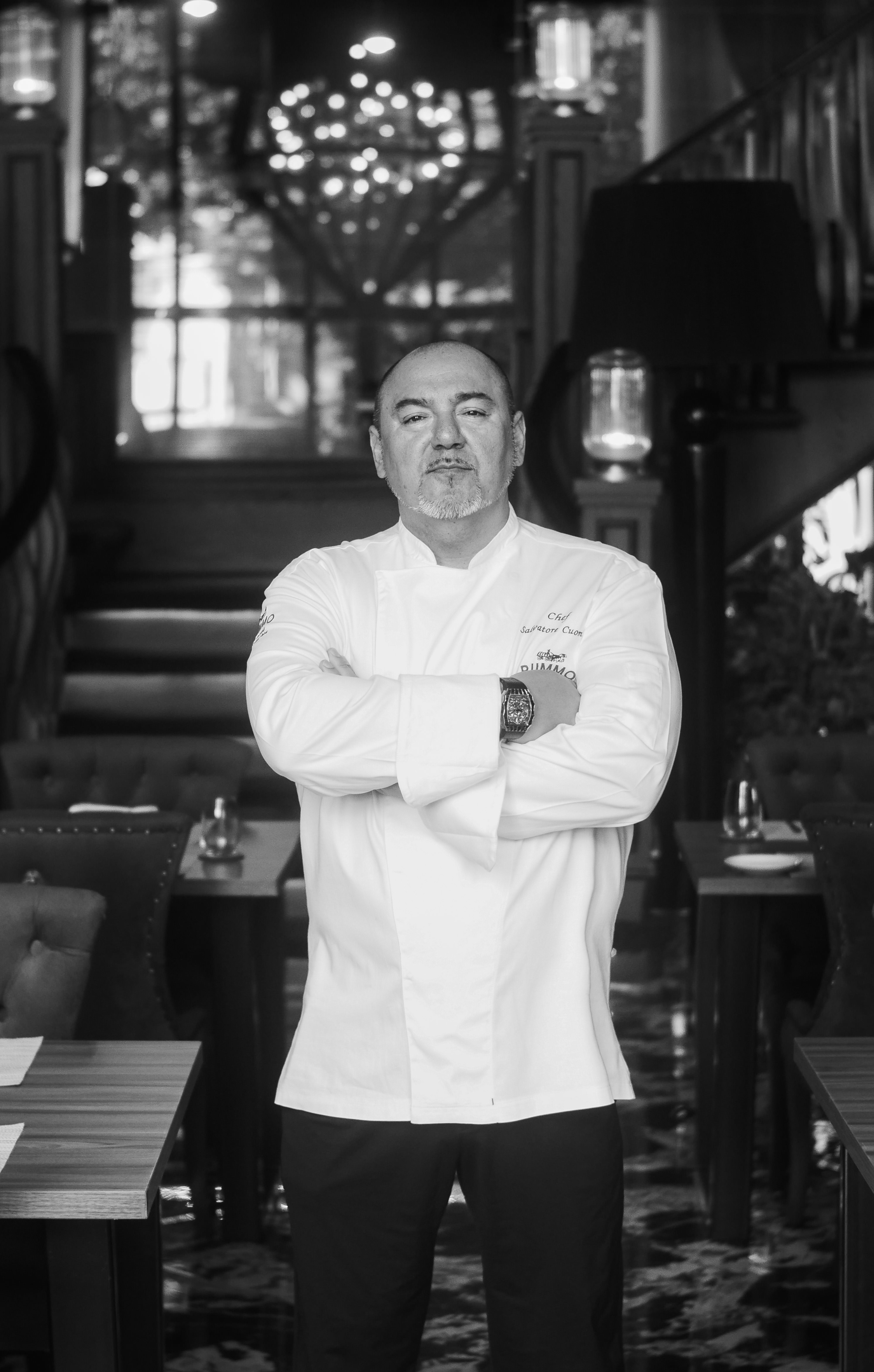

Salvatore Cuomo (Napoli, 14 luglio 1972) è un cuoco, imprenditore e personaggio televisivo italiano naturalizzato giapponese, VIP Chef noto per i programmi televisivi da lui condotti, per i suoi libri di cucina e per la sua catena di ristoranti sparsi in tutta l'Asia.

## Biografia
Nato a Napoli nel 1972 da padre italiano e madre giapponese, a 11 anni si trasferisce con la famiglia in Giappone, dove trascorre gran parte della sua adolescenza. Non felice della vita nel Paese nipponico, a 16 anni Cuomo torna in Italia per finire gli studi di cucina, ma dopo due anni è costretto a rientrare in Giappone in seguito alla morte del padre. Insieme a i suoi due fratelli Cuomo decide così di aprire il suo primo ristorante a Tokyo.
Nel 2010 stringe un rapporto di collaborazione con il pasticcere giapponese Hironobu Tsujiguchi, premiato nel 2013 all'International Pastry Competition con il più alto riconoscimento per un pasticcere per le attività del ristorante Le Chocolat de H, di proprietà dello stesso Cuomo.
Nel 2014 collabora con la compagnia aerea giapponese All Nippon Airways. Nello stesso anno uno dei suoi dipendenti, il pizzaiolo taiwanese Paul Huaug, vince la tappa di Taipei della Caputo Cup, nota competizione internazionale del settore, attirando su di sé l'attenzione dei media taiwanesi. Sempre nel 2014 apre il suo primo ristorante a Taiwan che, secondo l'emittente TVBS, avrebbe dato nuovo impulso all'economia del Paese grazie a un fatturato annuale di 70 milioni di dollari.
Nel 2016, insieme all'onorevole Alfonso Pecoraro Scanio, Cuomo si fa promotore della candidatura della pizza e dell'arte dei pizzaioli napoletani a patrimonio mondiale dell'UNESCO.
Cuomo è accreditato dai media giapponesi come colui che ha reso popolare la pizza napoletana in Giappone e oggi gestisce più di cento ristoranti in tutta l'Asia. Durante gli anni novanta e i primi anni duemila ha fatto numerose apparizioni in programmi televisivi di cucina giapponesi, come Iron Chef e Buona Sera, un programma della WOWOW sulla cucina italiana.Era inoltre il COO, direttore operativo ed executive-chef della compagnia Y's Table Corporation. 
Nel 2020 partecipa come relatore alla conferenza 100per100 Italian Talks dal titolo "La Ristorazione che verrà" per parlare del futuro dei ristoranti post Covid19.

## Opere
- Welcome to Neapolitan Dining Table (1995)
- Viva La Napoli (1997)
- Sun's Dining Table (1999)